# Coleophora anatipenella
Coleophora anatipenella é uma espécie de mariposa do gênero Coleophora pertencente à família Coleophoridae.